# Fractura d'escafoide
La fractura d'escafoide del carp és una fractura localitzada al canell, concretament, a l'os escafoide. Els símptomes generalment inclouen dolor a la base del polze que empitjora amb l'ús de la mà. La tabaquera anatòmica generalment és sensible i es pot produir inflor. Les complicacions poden incloure manca de consolidació de la fractura, necrosi avascular de la part proximal de l'os i artritis.
Les fractures de l'escafoide solen ser causades per una caiguda sobre una mà estesa. El diagnòstic es basa generalment en una combinació d'examen clínic i imatges mèdiques. És possible que algunes fractures no siguin visibles en una radiografia simple. En aquests casos, la zona afectada es pot immobilitzar en una fèrula o guix i revisar-la amb radiografies repetides en dues setmanes, o alternativament una RM o es pot realitzar una gammagrafia òssia.
La fractura es pot prevenir mitjançant l'ús de protectors de canell durant determinades activitats. En aquells en què la fractura roman ben alineada, generalment n'hi ha prou amb un guix. Si la fractura està desplaçada recomana generalment la cirurgia. La curació pot trigar fins a sis mesos.
És l'os carpià més fracturat. Els homes es veuen afectats més sovint que les dones.

## Epidemiologia
La fractura de l'os escafoide és la més freqüent del carp amb un 60% i la segona de l'extremitat superior. Generalment, es produeix en homes adolescents-adults en edats compreses entre 20-30 anys. Entre el 13% i el 50% d'aquestes fractures acaben amb pseudoartrosi o necrosi avascular de la zona.

## Mecanisme de lesió
La fractura d'escafoide té un mecanisme de lesió molt concret. El traumatisme es produeix per la hiperextensió d'una o de les dues mans quan la persona intenta protegir-se d'una caiguda. Tot i ser el mecanisme més freqüent també es pot produir per un forta contusió o torçada. En alguns esports aquesta fractura és molt comú com: futbol, basquetbol, ciclisme…entre altres. Frykman, va estudiar aquest tipus de fractura en cadàvers i en va treure dues conclusions: en flexions de més de 90 graus i amb cert grau de desviació radial es produeix fractura al carp.

## Signes i símptomes
La fractura de l'os escafoide provoca edema i dolor a la zona. Aquesta lesió traumàtica no produeix deformitat ni.Així doncs, la simptomatologia que apareix és:

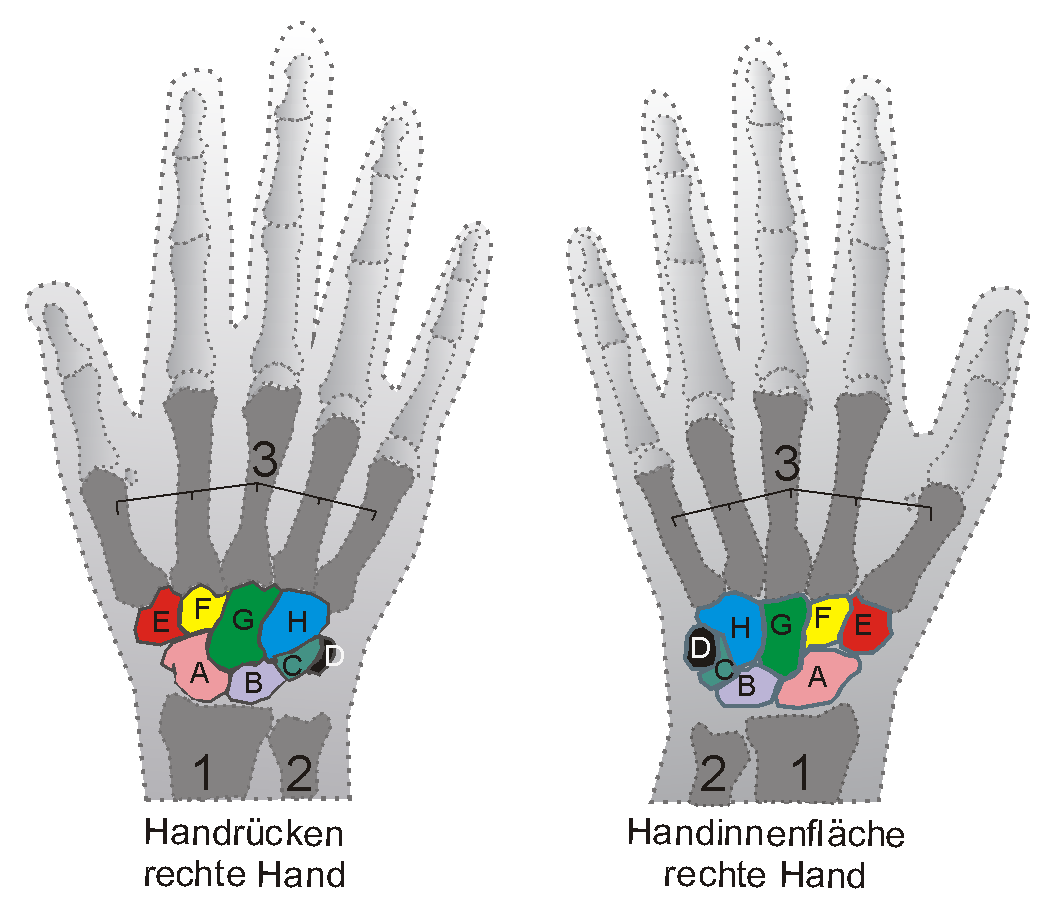
A: Os escafoide

- Dolor a la supinació del canell contra la resistència
- Edema
- Hematoma
- Dificultat per agafar objectes
- Dificultat per mobilitzar el dit polze.
- La pèrdua de mobilitat es produeix per la impotència funcional pel dolor o l'edema.[10]

## Diagnòstic
El diagnòstic precoç d'aquest tipus de fractura és molt important. A vegades pot resultar difícil diagnosticar una fractura d'escafoide o un esquinç del canell.
El diagnòstic es duu a terme mitjançant l'exploració clínica, mecanisme de lesió i, la prova definitiva, la radiografia. A vegades pot resultar difícil veure la fractura. En aquests casos, es pot repetir la radiografia uns 7-10 dies després de la lesió. En el cas que encara hi hagi dubtes es pot dur a terme una ressonància magnètica.
Si existeix el dubte que hi pugui haver una fractura es farà tractament preventiu i nou control radiològic al cap d'una setmana aproximadament.

## Tractament
Un cop fet el diagnòstic es poden seguir diferents línies de tractament. Això, dependrà del tipus de fractura. Si la fractura no és desplaçada es farà tractament amb guix per immobilitzar la zona. La durada del guix serà d'entre 6 -8 setmanes. Si la fractura es desplaçada caldrà cirurgia per inserir claus per resoldre la fractura.
Cada fractura evoluciona diferents i en conseqüència el temps de consolidació pot ser diferent. Després de mantenir la fèrula de guix caldrà un nou control clínic per fer un bon seguiment.
L'aplicació de guix requereix uns controls diaris com: color de la mà, mobilitat, edema...sempre cal mantenir l'extremitat elevada per sobre del cor per afavorir el retorn venós.